# 帕米尤特
帕米尤特，前称腓特烈斯霍布（丹麥語：Frederikshåb），是格陵兰塞梅索克市镇的城镇，位于格陵兰本岛西南岸。总人口1,817（2005年）。该地公元前1500前左右即有人类居住。该镇建立于1742年。